# Luxemburgische Tischtennisnationalmannschaft
Die luxemburgische Tischtennisnationalmannschaft vertritt den luxemburgischen Tischtennisverband Fédération luxembourgeoise de tennis de table (FLTT) im Tischtennis bei Welt- und Europameisterschaften.

## Männer

### Erfolge
Die luxemburgische Tischtennisnationalmannschaft der Herren hat noch keinen Titel bei Welt- oder Europameisterschaften gewonnen.

### Besetzung
- Eric Glod
- Luka Mladenovic
- Gilles Michely
- Christian Kill
- Ciociu Traian
- Fabio Santomauro

Trainer: Peter Teglas

## Frauen

### Erfolge
- Europameisterschaft 1998: Ni Xialian – Einzel
- Europameisterschaft 2002: Ni Xialian – Einzel und Mixed
- Europameisterschaft 2018: Ni Xialian/Sarah De Nutte - Bronzemedaille im Doppel
- European Games 2019: Ni Xialian - Bronzemedaille im Einzel/3. Platz (Olympiaqualifikation)

### Besetzung
- Ni Xialian
- Sarah De Nutte
- Danielle Konsbruck
- Tessy Gonderinger
- Sarah Meyer
- Egle Tamasauskaite

Trainer: Tommy Danielsson